# Christlicher Kinderkalender
Christlicher Kinderkalender war ein Jahreskalender für Kinder der Evangelisch-Lutherischen Kirche in der SBZ/DDR und nach der Wiedervereinigung für die BRD.

## Geschichte

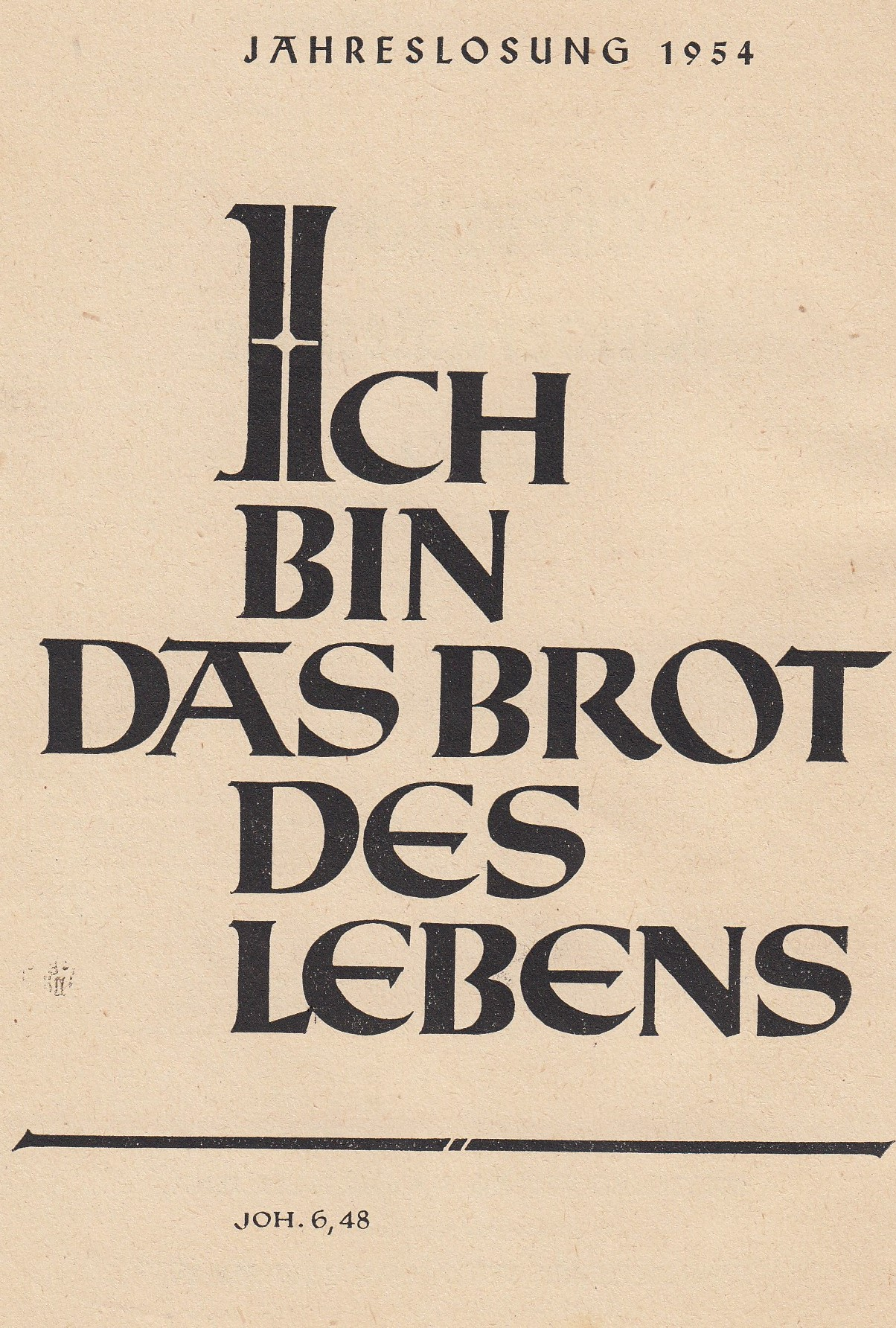
Kinderkalender 1954 Jahreslosung, Ida-Seele-Archiv

Der Christliche Kinderjahreskalender erschien erstmals 1947–1950, nach einer einjährigen Pause, da staatlicherseits ein Verbot angestrebt wurde, erneut 1952 im 4. Jahrgang. Herausgeber war der Landeskirchenrat der Evangelisch-Lutherischen Kirche in Thüringen. Der Christliche Kinderkalender, ab Mitte der 1950er Jahre mit dem Untertitel 'Für kleine und große Kinder', wurde zuerst von der Sowjetischen Militärverwaltung in Deutschland unter der Lizenznummer 352 genehmigt, dann unter Lizenznummer 420 vom Amt für Literatur und Verlagswesen der Deutschen Demokratischen Republik – Druckgenehmigungsnummer 205/75/53-150. Er erschien im Wartburg Verlag, Jena, in Arbeitsgemeinschaft mit der Evangelischen Verlagsanstalt GmbH, Berlin, Druck: Buch- und Kunstdruckerei Johannes Keipert in Weimar. Für die ersten Ausgaben zeichnete Diakonisse Emma Rendtorff, Eisenach, verantwortlich. Ab 1952 gehörte dem Redaktionskreis noch Kirchenrat Hans Waldmann, Jena, an. 1957 übernahm Emma Rendtorff wieder die alleinige Verantwortung für den Almanach. 1971 übernahm Christa Steege die Schriftleitung, ab 1975 Roswitha Kühn. Mit Jahrgang  1984 zeichnete Thomas Bickelhaupt, unterstützt von mehreren Mitarbeitern, als Redakteur verantwortlich. Ab 1989 war Dietlind Steinhöfel leitende Redakteurin. 
Der Kalender behandelte die jeweilige Jahreslosung, einen Text aus der Heiligen Schrift mit kindgerechter Erläuterung, gefolgt von Rätsel, Märchen, Legenden, Geschichten, Gedichten, Reimen, Gesellschaftsspielen, Biografien etc. 1959 betrug die Auflage über 40.000 Exemplare. Im gleichen Jahr wollte der kirchenfeindliche Staat  den Kinderalmanach und weitere Kalenderproduktionen nicht mehr genehmigen. Gegen dieses Vorhaben protestierten Heinrich Grüber und  Moritz Mitzenheim. Über 1000 Kinderbriefe gingen jährlich bei der Schriftleitung, Schwester Emma Rendtorff, ein. Die Fragen der Kinder zu beantworten, bedeutete, wie Schwester Emma schrieb,eine lebendige Verbindung zwischen uns und unseren Lesern. Wir tun ja das alles, um Euch zu helfen, den Hernn Jesus lieb zu gewinnen.
Ab 1993 wurde der Kinderkalender vom St. Benno Verlag in Leipzig herausgegeben und 1996 eingestellt. Nachfolgezeitschrift war für kurze Zeit Benjamins Jahr. Christlicher Kinderkalender.